# DenFri
DenFri er et dansk blogunivers, der blev drevet af Michael Jeppesen, Martin Ingolf, Karoline Wolsing Wullum og Jonas Neivelt.
Siden blev grundlagt i 2011 og havde ifølge Jeppesen som mål at indeholde lige dele nyheder, satire og kritik.
Blandt de tilknyttede skribenter er Erwin Neutzsky-Wulff, Henrik Moltke, Kristian von Bengtson, Uwe Max Jensen, Ditte Okman, Mads Holger, Klaus Riskær Pedersen, Keith Thomas Lohse, Bitterfissen Bethany og Peter Kofod. 
Siden stod for det første danske interview med Edward Snowden.